# Fjälltjärnarna (Kalls socken, Jämtland)
Fjälltjärnarna är en sjö i Åre kommun i Jämtland och ingår i Indalsälvens huvudavrinningsområde. Sjön har en area på 0,126 kvadratkilometer och ligger 628,9 meter över havet. Sjön avvattnas av vattendraget Fjälltjärnån.

## Delavrinningsområde
Fjälltjärnarna ingår i det delavrinningsområde (707485-137674) som SMHI kallar för Ovan None. Medelhöjden är 657 meter över havet och ytan är 3,39 kvadratkilometer. Det finns ett avrinningsområde uppströms, och räknas det in blir den ackumulerade arean 19,73 kvadratkilometer. Fjälltjärnån som avvattnar avrinningsområdet har biflödesordning 3, vilket innebär att vattnet flödar genom totalt 3 vattendrag innan det når havet efter 294 kilometer. Avrinningsområdet består mestadels av skog (28 procent), sankmarker (22 procent) och kalfjäll (42 procent). Avrinningsområdet har 0,24 kvadratkilometer vattenytor vilket ger det en sjöprocent på 7 procent.